# Captain Cold
Captain Cold (Leonard Snart) és un superdolent de DC Còmics que apareix als còmics nord-americans publicats per DC Comics. És el líder dels Rogues, una associació de criminals, així com el germà gran de Golden Glider. Adversari dels diversos superherois coneguts com a Flash, ha servit com un dels arxienemics de Barry Allen, tant adversari com aliat a contracor de Wally West, i un dels assassins de Bart Allen. Com a part del reinici de The New 52 del 2011, el Capità Cold i el seu equip viuen amb un codi per no matar mai.
El personatge s'ha adaptat substancialment dels còmics a diverses formes de mitjans, incloses sèries de televisió i videojocs. L'actor Wentworth Miller va interpretar el capità Cold a la sèrie de televisió Arrowverse de The CW The Flash i Legends of Tomorrow. El 2009, Captain Cold va ser classificat com el 27è millor malvat de còmics de tots els temps d'IGN. Creat per John Broome i Carmine Infantino, el personatge va fer la seva primera aparició a Showcase numero 8 el juny de 1957.
Va ser víctima d'abús sexual infantil per part de son pare.